# 柔佛州歌
柔佛州歌（直译：柔佛民族之歌）是柔佛的颂歌，于1897年在获得苏丹依布拉欣·依斯迈的允许下由亚美尼亚曲师马克提兹·加勒斯坦·阿都拉（Mackertich Galistan Abdullah）采用了传统的马来乐曲《Dondang Sayang》编成，一直到1914年为止都没有官方歌词。
1900年苏丹阿布峇卡清真寺开幕时，这首歌在会上演唱，并正式成为柔佛州歌。由于柔佛州的发展有赖于各族群、阶层子民，因此州歌取名为“柔佛民族”，亦即柔佛州子民不分种族。1914年，新山汇丰银行的一名员工休伯特·艾伦考特尼为这首歌填写了英文歌词，而莫哈末赛益（Hj. Mohamed Said Hj. Sulaiman）再将之转写为马来文。